# Psorothamnus spinosus
Psorothamnus spinosus är en ärtväxtart som först beskrevs av Asa Gray, och fick sitt nu gällande namn av Rupert Charles Barneby. Psorothamnus spinosus ingår i släktet Psorothamnus och familjen ärtväxter. Inga underarter finns listade i Catalogue of Life.

## Bildgalleri

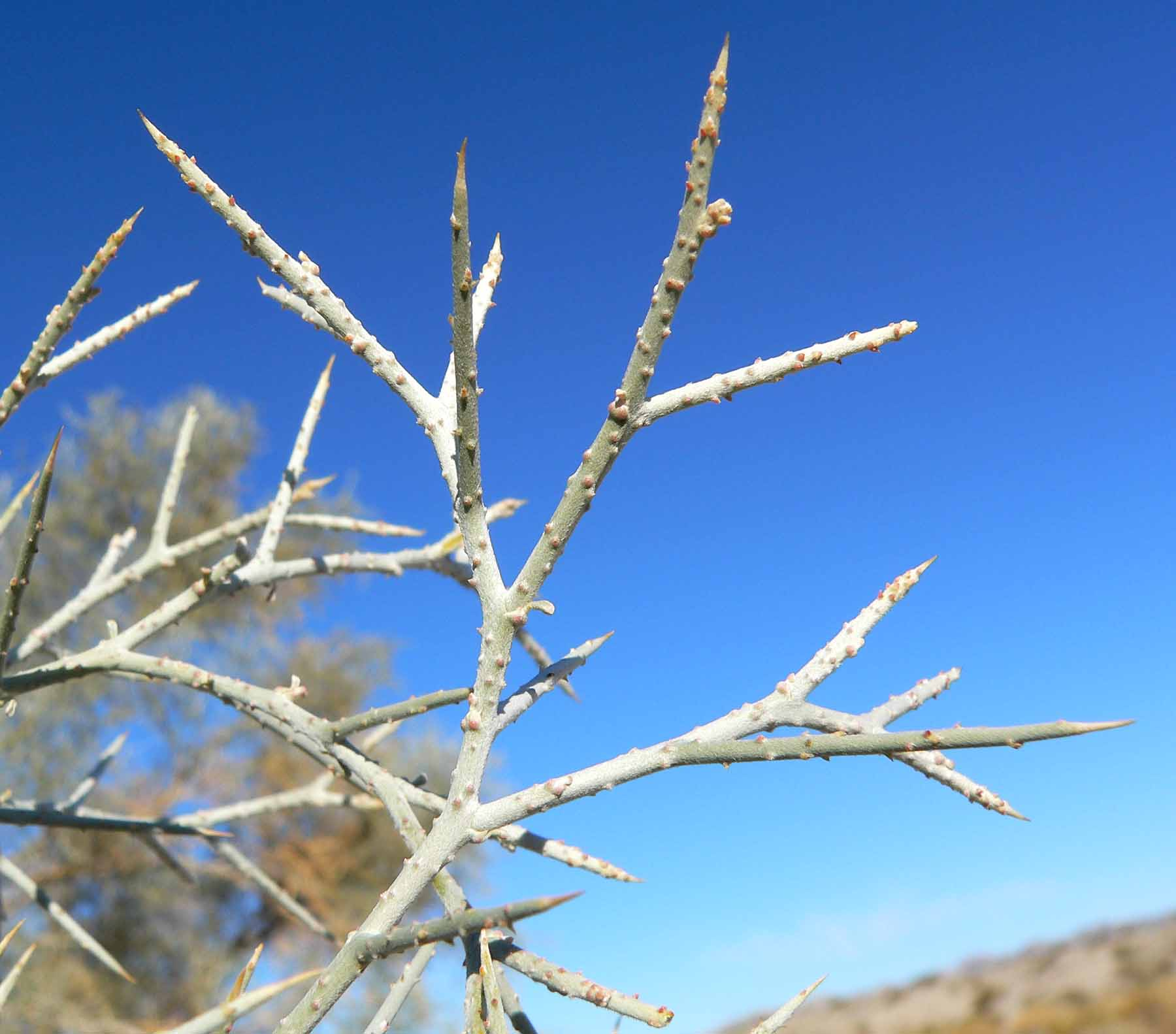
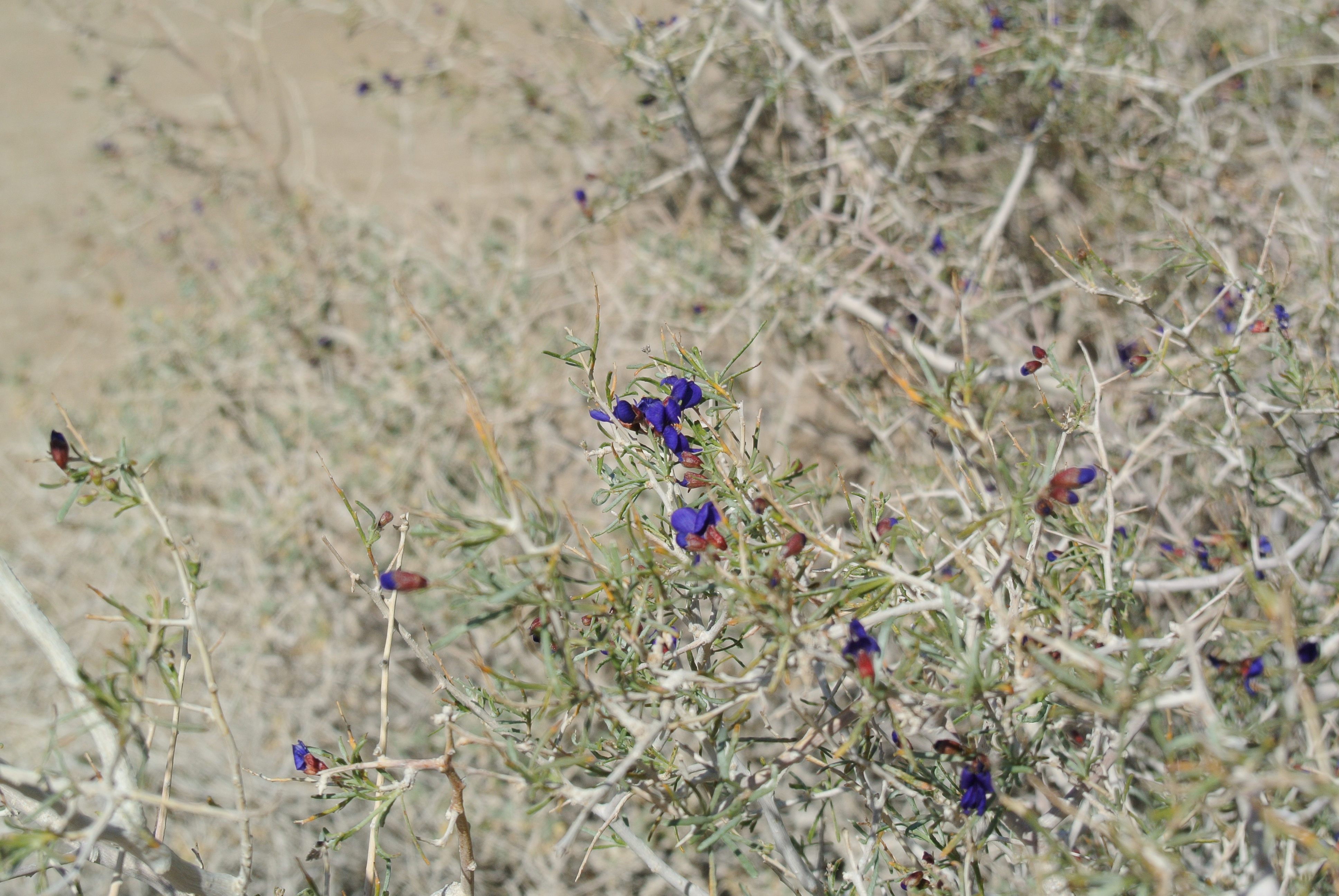
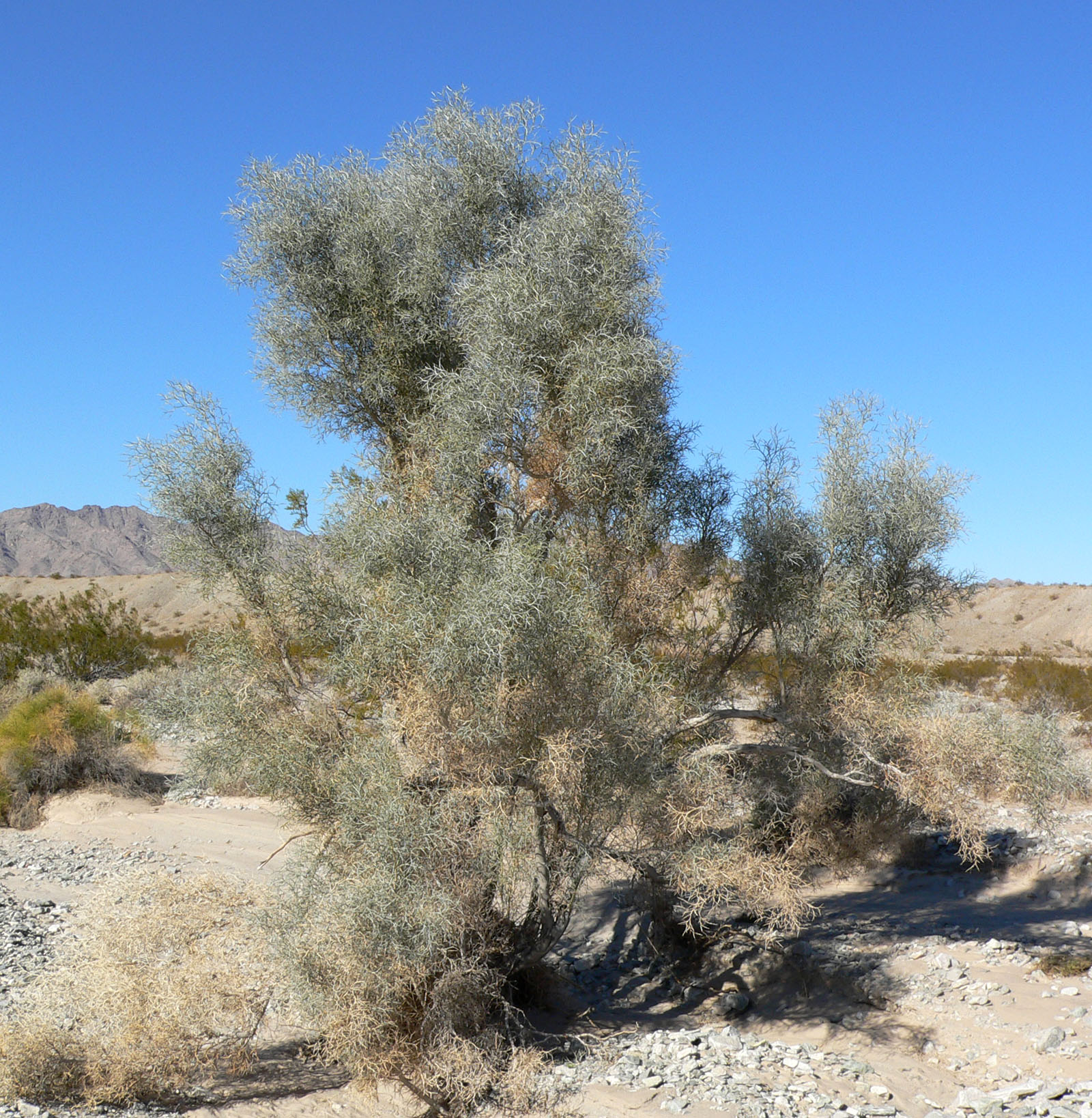
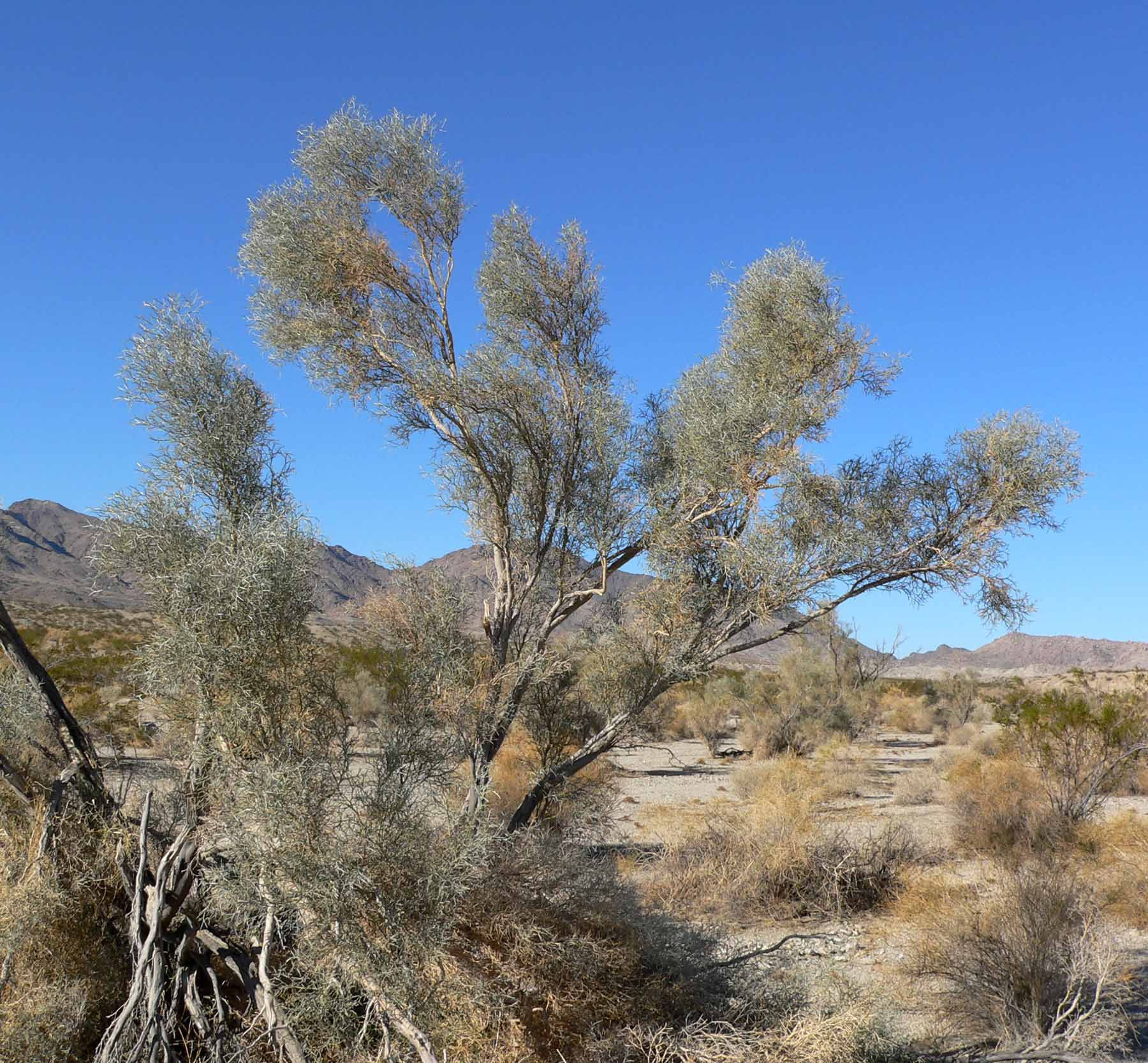
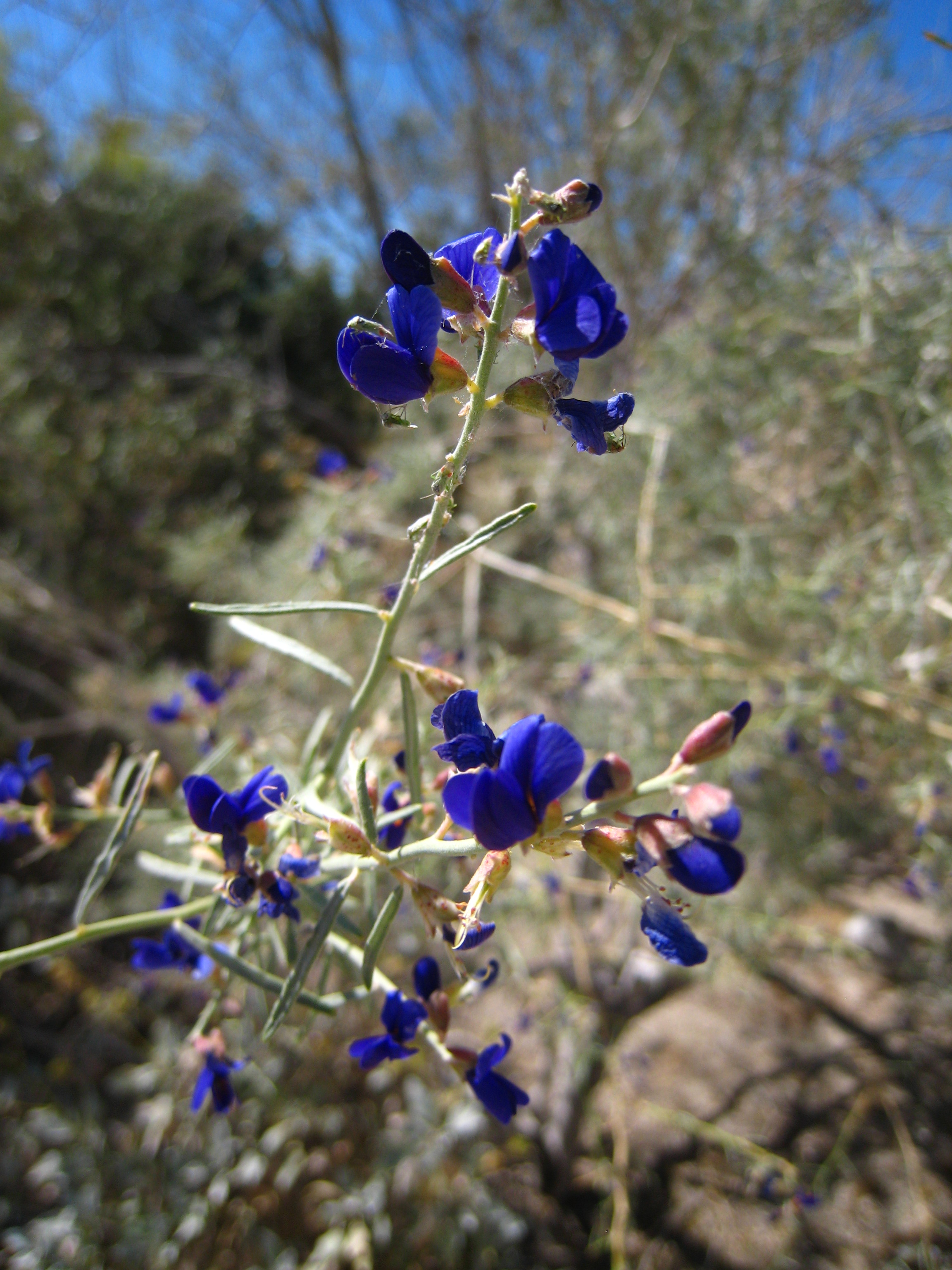
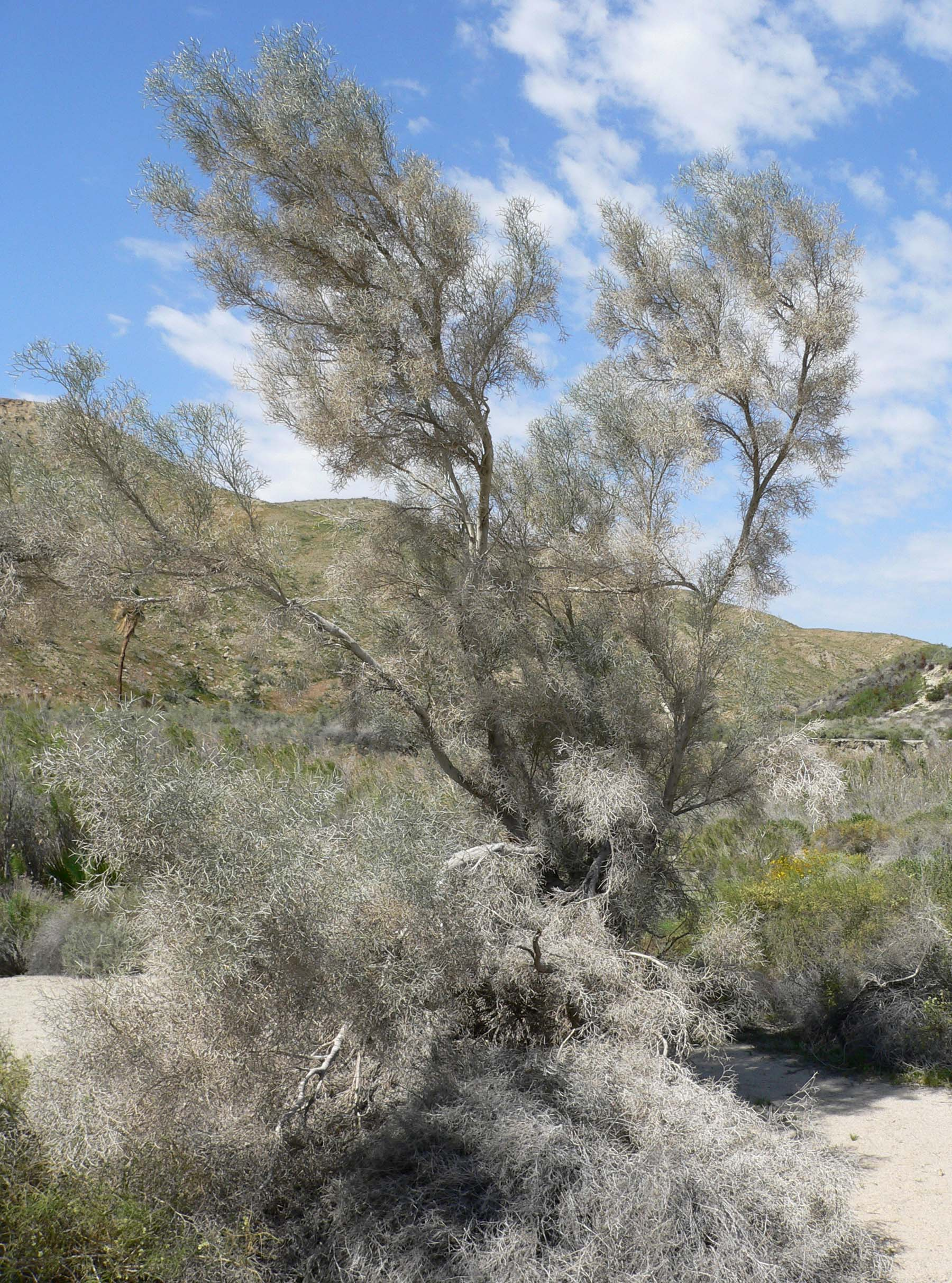